# Saint-Même-le-Tenu
Saint-Même-le-Tenu korábbi község Franciaországban, Loire-Atlantique megyében. 2016. január 1-jén Machecoul községgel egyesült és Machecoul-Saint-Même új község része lett.
Lakosainak száma 1219 fő (2018. január 1.). Saint-Même-le-Tenu Fresnay-en-Retz, Machecoul-Saint-Même, Saint-Mars-de-Coutais, Sainte-Pazanne, Machecoul és Saint-Philbert-de-Grand-Lieu községekkel határos.

## Népesség
A település népessége az elmúlt években az alábbi módon változott:
| Lakosok száma | 708  | 697  | 781  | 870  | 932  | 1132 | 1148 | 1191 | 1205 | 1219 |
|               | 1962 | 1968 | 1982 | 1990 | 1999 | 2008 | 2011 | 2013 | 2017 | 2018 |